# Trichanarta diodonta
Trichanarta diodonta är en fjärilsart som beskrevs av Rudolf Püngeler 1906. Trichanarta diodonta ingår i släktet Trichanarta och familjen nattflyn. Inga underarter finns listade i Catalogue of Life.